# NGC 1642
NGC 1642 je galaksija u zviježđu Biku.

## Vanjske poveznice
- SEDS: NGC 1642